# Höfstetten (Spalt)
Höfstetten (fränkisch: Hefschdädn) ist ein Gemeindeteil der Stadt Spalt im Landkreis Roth (Mittelfranken, Bayern). Höfstetten liegt in der Gemarkung Wernfels.

## Geografie
Der Weiler liegt im Spalter Hügelland an der Fränkischen Rezat und am Erlbach, der dort als rechter Zufluss in die Rezat mündet. Unmittelbar westlich befindet sich Hohenrad, unmittelbar südöstlich Nagelhof. Auf dem Bärenberg (456 m ü. NHN, 0,75 km nordöstlich) liegt der keltische Ringwall Bärenburg. Ein Burgstall befindet sich 0,2 km südlich im Eichenwald. Der Ort liegt unmittelbar östlich der Staatsstraße 2223, die an der Stiegelmühle vorbei nach Wassermungenau zur Bundesstraße 466 (3 km nördlich) bzw. am Nagelhof und Trautenfurt vorbei nach Spalt führt (3,2 km südöstlich).

## Geschichte
Im eichstättischen Salbuch von 1300 wurde der Ort als „Höfsteten“ erstmals urkundlich erwähnt. Damals wurden acht Lehen und eine Hofstätte verzeichnet. Im Salbuch von 1407 waren nur noch zwei Anwesen verzeichnet und 1447 nur ein einziger Hof. 1671 gab es ebenfalls nur ein Anwesen.
Gegen Ende des 18. Jahrhunderts bestand Höfstetten aus einem Anwesen. Das Hochgericht übte das eichstättische Pflegamt Wernfels-Spalt aus. Der Ganzhof hatte das Kastenamt Spalt als Grundherrn. 1800 gab es im Ort ebenfalls nur ein Anwesen.
Im Rahmen des Gemeindeedikts wurde Höfstetten dem 1808 gebildeten Steuerdistrikt Wernfels und der 1811 gegründeten Ruralgemeinde Wernfels zugeordnet. Am 1. Mai 1978 wurde Höfstetten im Zuge der Gebietsreform in Bayern nach Spalt eingegliedert.

## Einwohnerentwicklung
| Jahr      | 001818 | 001840 | 001861 | 001871 | 001885 | 001900 | 001925 | 001950 | 001961 | 001970 | 001987 | 002015 | 002023 |
| Einwohner | 16     | 7      | 11     | 18     | 18     | 15     | 20     | 15     | 16     | 15     | 20     | 22     | 21     |
| Häuser    | 2      | 2      |        |        | 3      | 3      | 3      | 3      | 3      |        | 5      |        |        |
| Quelle    | [ 14 ] | [ 15 ] | [ 16 ] | [ 17 ] | [ 18 ] | [ 19 ] | [ 20 ] | [ 21 ] | [ 22 ] | [ 23 ] | [ 24 ] | [ 1 ]  | [ 1 ]  |

## Religion
Der Ort ist römisch-katholisch geprägt und bis heute nach St. Wenzeslaus (Theilenberg) gepfarrt. Die Einwohner evangelisch-lutherischer Konfession sind nach St. Andreas (Wassermungenau) gepfarrt.